# Monumentenlijst van Assendelft
In Assendelft (gemeente Zaanstad) zijn 44  monumenten gelegen die gezamenlijk de Monumentenlijst van Assendelft vormen. Het betreft vijf  rijksmonumenten, 35  provinciale monumenten en vier  gemeentelijke monumenten.
| adres                   | plaats     | object                                                | datering               | status                | architect                               | afbeelding |
| ----------------------- | ---------- | ----------------------------------------------------- | ---------------------- | --------------------- | --------------------------------------- | ---------- |
| Dorpsstraat 151-153     | Assendelft | langhuisstolpboerderij                                | 1700-1800              | rijksmonument         |                                         |            |
| Dorpsstraat 255         | Assendelft | stolpboerderij met voorhuis                           | 1590 circa             | rijksmonument         |                                         |            |
| Dorpsstraat 519         | Assendelft | houten huis                                           | 1800-1825              | rijksmonument         |                                         |            |
| Dorpsstraat 570         | Assendelft | r.-k. pastorie                                        | 1887-1888              | rijksmonument         | A.C. Bleys                              |            |
| Dorpsstraat 572         | Assendelft | r.-k. St. Odulphuskerk (incl. orgel)                  | 1887                   | rijksmonument         | A.C. Bleys                              |            |
| Dorpsstraat 116-116a    | Assendelft | voormalige onderwijzerswoning en school 'Roema Poeti' | 1901 en 1875           | gemeentelijk monument |                                         |            |
| Dorpsstraat 364         | Assendelft | Ned. Hervormde kerk                                   | 1894                   | gemeentelijk monument | N. de Wolf en C. van Foreest, Beverwijk |            |
| Dorpsstraat 601         | Assendelft | stenen stolpboerderij                                 | 1871                   | gemeentelijk monument |                                         |            |
| Nauerna 30-30a          | Assendelft | voormalige school en schoolmeesterswoning             | 1869                   | gemeentelijk monument |                                         |            |
| Communicatieweg Oost 12 | Assendelft | voormalige watertoren                                 | 1885                   | provinciaal monument  | D. de Leeuw jr.                         |            |
| Dorpsstraat 027         | Assendelft | houten woonhuis met schuur, varkensstal en hooiberg   | 1880 circa             | provinciaal monument  |                                         |            |
| Dorpsstraat 032         | Assendelft | langhuisstolpboerderij                                | 1700-1800              | provinciaal monument  |                                         |            |
| Dorpsstraat 048         | Assendelft | langhuisstolpboerderij                                | 1700-1800              | provinciaal monument  |                                         |            |
| Dorpsstraat 069         | Assendelft | voormalige rentenierswoning                           | 1886                   | provinciaal monument  |                                         |            |
| Dorpsstraat 101-103     | Assendelft | houten woonhuis                                       | 1800-1825              | provinciaal monument  |                                         |            |
| Dorpsstraat 120         | Assendelft | stenen stolpboerderij                                 | 1882 circa             | provinciaal monument  |                                         |            |
| Dorpsstraat 149         | Assendelft | langhuisstolpboerderij                                | 1700-1800              | provinciaal monument  |                                         |            |
| Dorpsstraat 229         | Assendelft | voormalige werkplaats (achter stolpboerderij)         | 1887 circa             | provinciaal monument  |                                         |            |
| Dorpsstraat 247-249     | Assendelft | langhuisstolpboerderij                                | 1500-1600 en 1800-1825 | provinciaal monument  |                                         |            |
| Dorpsstraat 266a-268    | Assendelft | stolpboerderij                                        | 1860                   | provinciaal monument  |                                         |            |
| Dorpsstraat 347-349     | Assendelft | langhuisstolpboerderij met woning                     | 1828 vóór              | provinciaal monument  |                                         |            |
| Dorpsstraat 369         | Assendelft | woonhuis met voormalige dokterspraktijk               | 1911                   | provinciaal monument  |                                         |            |
| Dorpsstraat 370         | Assendelft | voormalig raadhuis van Assendelft                     | 1903                   | provinciaal monument  |                                         |            |
| Dorpsstraat 371-373     | Assendelft | dubbel woonhuis                                       | 1904                   | provinciaal monument  |                                         |            |
| Dorpsstraat 375         | Assendelft | hotel-restaurant Huize Assumburg                      | 1913                   | provinciaal monument  |                                         |            |
| Dorpsstraat 399-401     | Assendelft | houten woonhuis (langhuis)                            | 1592                   | provinciaal monument  |                                         |            |
| Dorpsstraat 400         | Assendelft | houten woonhuis met schuur                            | 1885 circa             | provinciaal monument  |                                         |            |